# Morgan (Utah)
Morgan é uma cidade localizada no estado norte-americano de Utah, no Condado de Morgan.

## Demografia
Segundo o censo norte-americano de 2000, a sua população era de 2635 habitantes.
Em 2006, foi estimada uma população de 3101, um aumento de 466 (17.7%).

## Geografia
De acordo com o United States Census Bureau tem uma área de
8,3 km², dos quais 8,3 km² cobertos por terra e 0,0 km² cobertos por água. Morgan localiza-se a aproximadamente 1545 m acima do nível do mar.

## Localidades na vizinhança
O diagrama seguinte representa as localidades num raio de 24 km ao redor de Morgan.